# Cathédrale métropolitaine de Buenos Aires
La cathédrale métropolitaine de Buenos Aires ou cathédrale de la Sainte-Trinité est la principale église catholique de Buenos Aires, en Argentine. Siège de l'archidiocèse de Buenos Aires, elle est située à l'intersection de la rue Calle San Martín et de l′Avenida Rivadavia, dans le quartier de San Nicolás, face à la Plaza de Mayo (ou place de Mai). Elle est consacrée à la Sainte Trinité et mise sous la protection de Notre-Dame de Buenos Aires (« Nuestra Señora del Buen Aire »).
L'édifice, de style néoclassique, possède un profil qui n'est pas utilisé habituellement pour les cathédrales, car elle ne possède pas de tours, et ressemble plus à un temple grec qu'à une église catholique typique.
Le cardinal Jorge Mario Bergoglio, devenu pape sous le nom de François, en fut l'archevêque du 28 février 1998 au 13 mars 2013.

## Historique

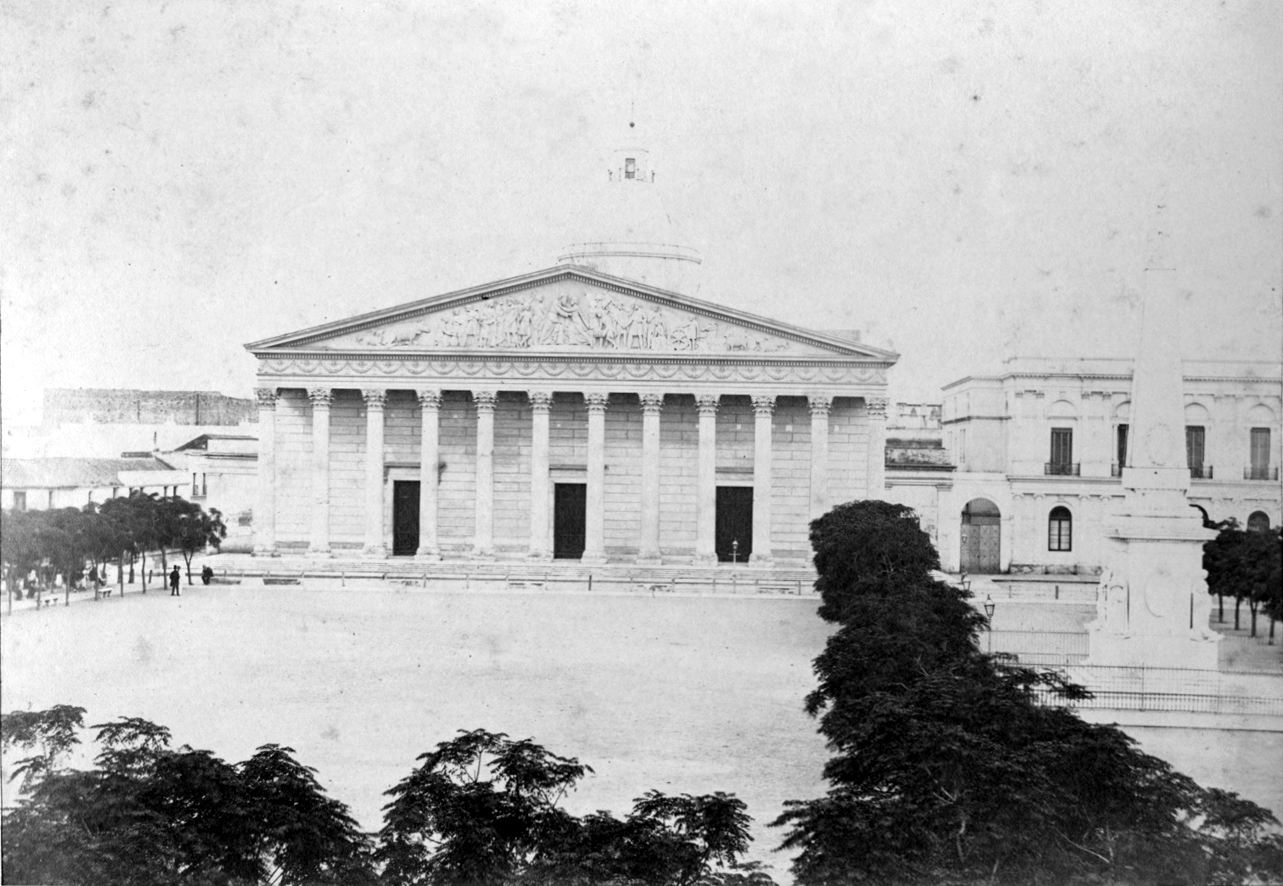
La cathédrale avec sa nouvelle frise, photographie d'Esteban Gonnet, 1864.

Avant elle, furent édifiés quatre bâtiments qui furent rasés par la faute de la précarité et du manque de solidité des matériaux, et aussi de la négligence des maçons constructeurs. Le cinquième bâtiment fut un peu plus solide (1622) mais souffrit d'effondrements, de rafistolages et de démolitions.
C'est en 1692 que débuta l'œuvre finale qui consistait en trois vaisseaux, plus des chapelles latérales.
En 1727 on demanda à l'architecte jésuite Blanqui la réalisation d'une nouvelle façade avec deux tours, mais l'intérieur s'effondra en 1752. Cette même année on chargea le Génois 
Antonio Masella de mener à bien la disposition intérieure de la cathédrale. 
En 1770 on observa des fissures dans la coupole (quand les travaux étaient sur le point d'aboutir) et on décida de refaire cette dernière, sous la direction de Manuel Alvarez de Rocha.

## Description
Elle fut consacrée en 1791 et en 1822 le Français Prosper Catelin, avec Pierre Benoît, réalisa l'actuel portique néoclassique, inspiré du palais Bourbon de Paris. 
L'ornementation du frontispice, qui fut réalisé entre 1860 et 1863 par Joseph Dubourdieu, présente douze colonnes qui symbolisent les douze Apôtres et un bas-relief qui représente la rencontre de Jacob avec son fils Joseph en Égypte.
L'intérieur est de style colonial espagnol. Il a cinq vaisseaux, et la croisée est couverte d'une coupole qui, posée sur un tambour atteint les 41 mètres de hauteur.
La cathédrale de Buenos Aires est déclarée monument historique le 21 mai 1942. Elle est restaurée en 1994-1999.

## Le mausolée de José de San Martín
Depuis le vaisseau latéral de droite on accède au mausolée où reposent les restes du libérateur José de San Martín. Le monument, qui fut construit en 1880, est l'œuvre du sculpteur français Albert-Ernest Carrier-Belleuse (inspiré par l'éclectisme français qui régnait en Europe à cette époque). Un hommage particulier est rendu au grand héros national, en ce sens que le tombeau est veillé par des grenadiers en armes de l'Armée argentine. 

## Galerie

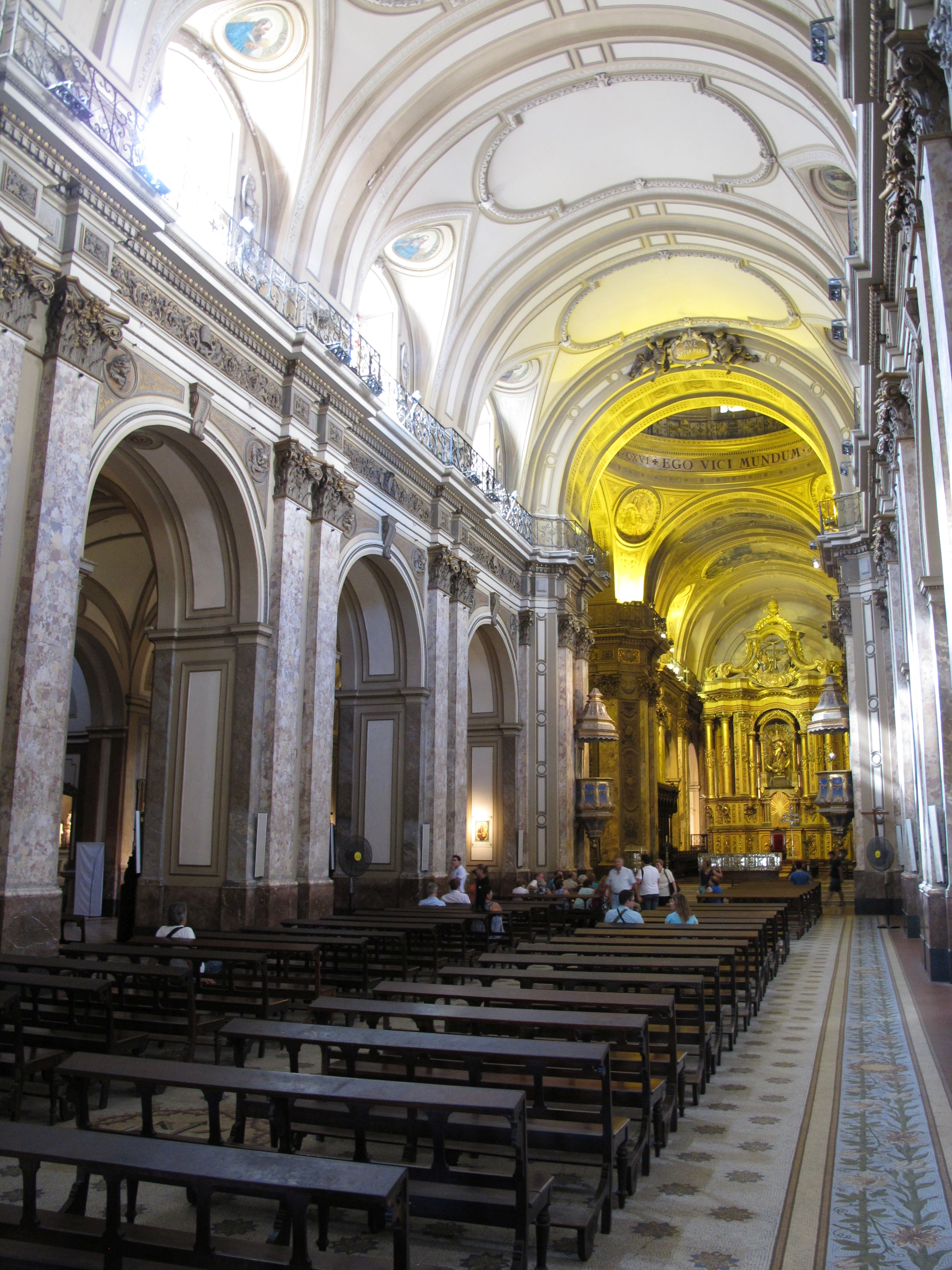
La nef principale.
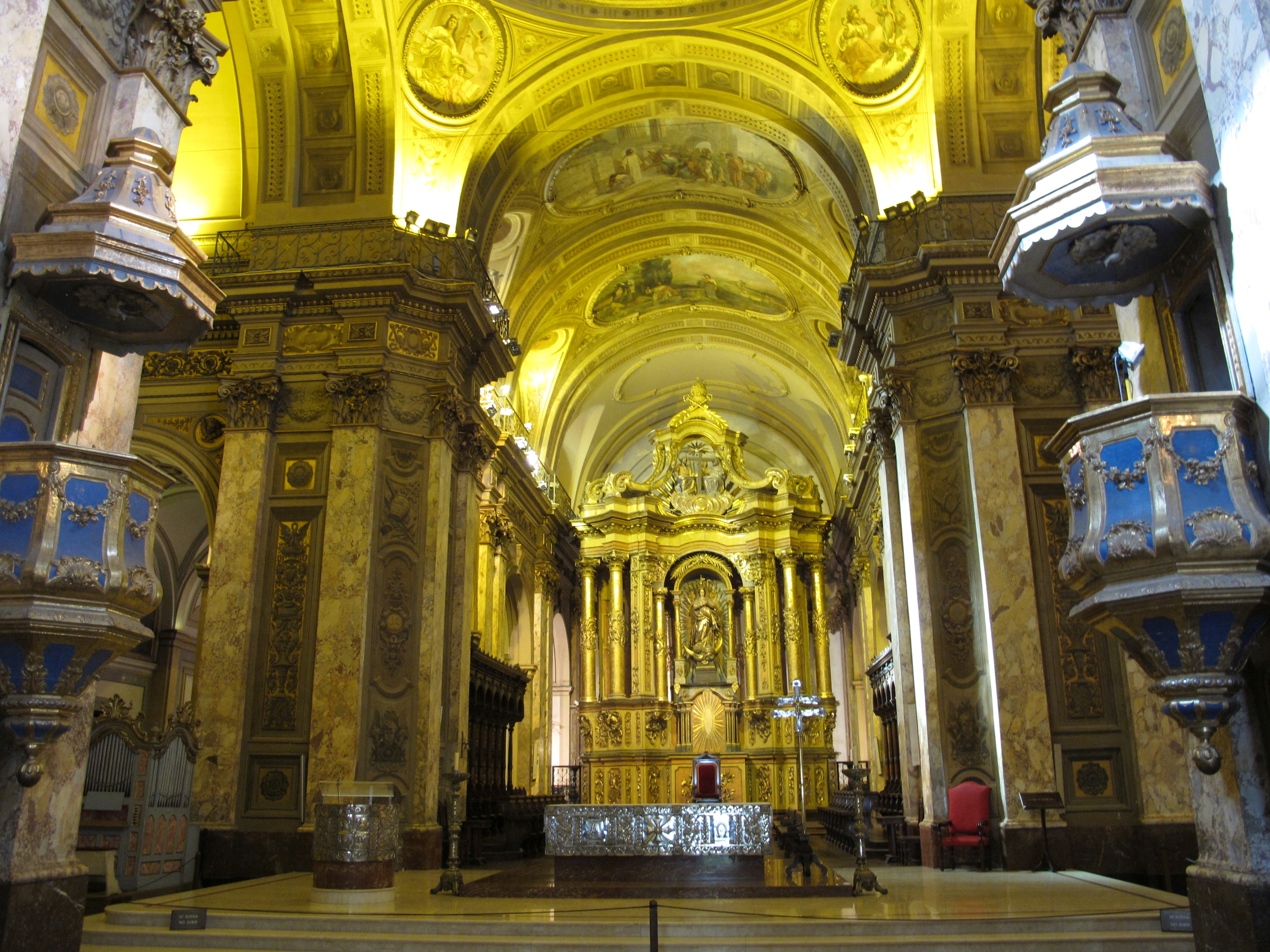
Le chœur.
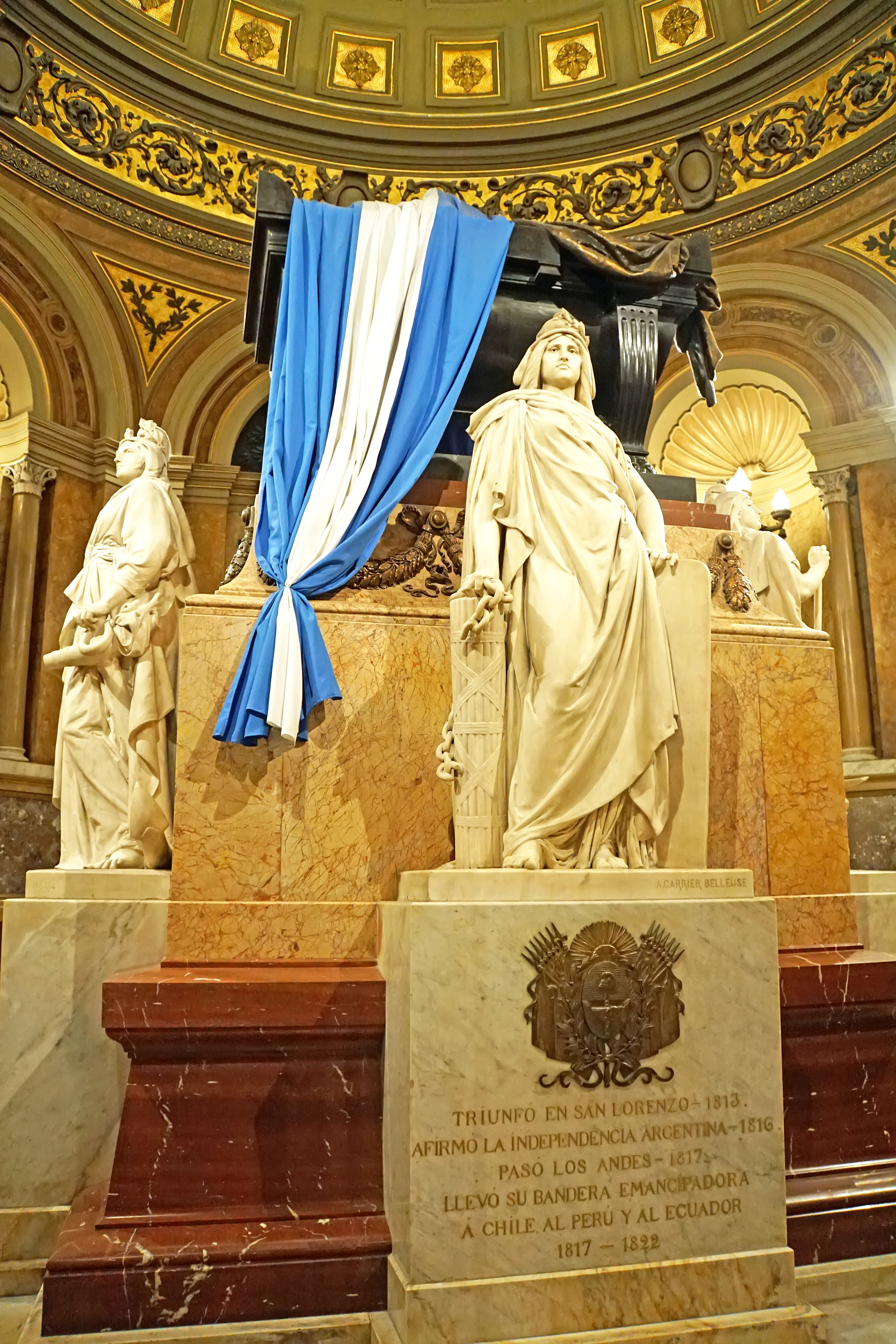
Le tombeau de San Martin - des grenadiers en armes assurent la garde.
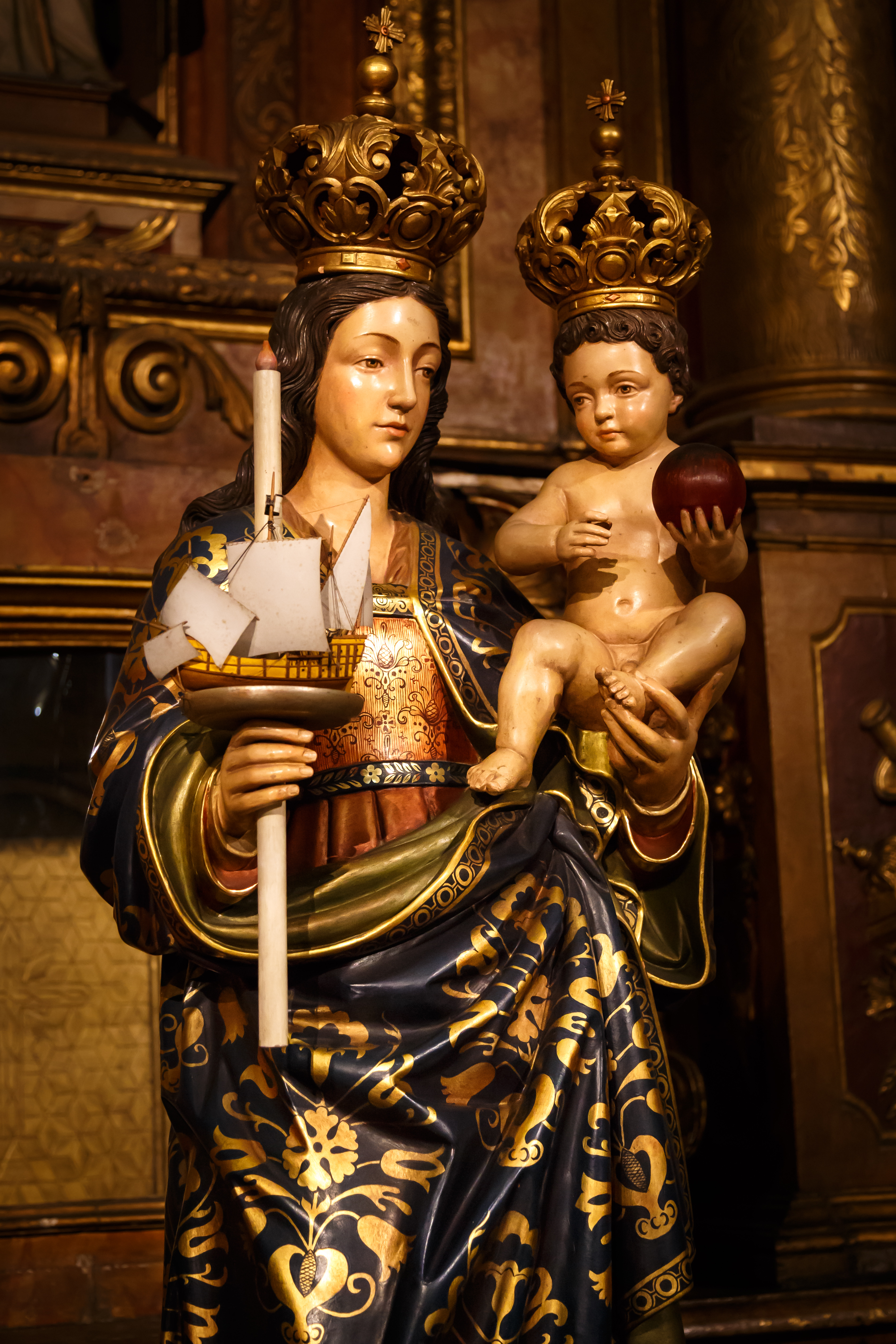
Statue de Notre-Dame de Buenos Aires.